# جان غيليس
جان غيليس (بالفرنسية: Jean Gilles)‏ هو عسكري فرنسي، ولد في 14 أكتوبر 1904 في بيربينيا في فرنسا، وتوفي في 10 أغسطس 1961 في Mont-Louis ‏ في فرنسا بسبب نوبة قلبية.